# 切尼 (堪薩斯州)
切尼（英語：Cheney）是一個位於美國堪薩斯州塞奇威克縣的城市。

## 地方資料
根據2020年美國人口普查的數據，切尼的面積為6.00平方千米，當中陸地面積為6.00平方千米，而水域面積為0.00平方千米。當地共有人口2181人，而人口密度為每平方千米363.5人。